# Telescopus
Telescopus is een geslacht van slangen uit de familie toornslangachtigen (Colubrinae) en de onderfamilie Colubrinae.

## Naam en indeling
De wetenschappelijke naam van de groep werd voor het eerst voorgesteld door Johann Georg Wagler in 1830.
Er zijn veertien soorten, inclusief de pas in 2013 wetenschappelijk beschreven soort Telescopus finkeldeyi. Veel soorten behoorden eerder tot andere geslachten, zoals Coluber en Tarbophis.

## Verspreiding en habitat
Alle soorten komen voor in grote delen van Afrika en het Midden-Oosten tot in Azië. De bekendste soort is de katslang (Telescopus fallax), die als enige soort in Europa voorkomt en hier een groot verspreidingsgebied heeft.
De habitat bestaat uit drogere tropische en subtropische scrublands en rotsige omgevingen.

## Beschermingsstatus
Door de internationale natuurbeschermingsorganisatie IUCN is aan zeven soorten een beschermingsstatus toegewezen. Vier soorten worden beschouwd als 'veilig' (Least Concern of LC) en twee als 'onzeker' (Data Deficient of DD). De soort Telescopus hoogstraali ten slotte wordt gezien als 'bedreigd' (Endangered of EN).

## Soorten
Het geslacht omvat de volgende soorten, met de auteur en het verspreidingsgebied.
| Naam                                   | Auteur               | Verspreidingsgebied |
| -------------------------------------- | -------------------- | --- |
| Telescopus beetzi                      | Barbour, 1922        | Namibië, Zuid-Afrika |
| Telescopus dhara                       | Forskål, 1775        | Oman, Verenigde Arabische Emiraten, Saoedi-Arabië, Jemen, Israël, Jordanië, Egypte, Marokko, Algerije, Tunesië, Libië, Soedan, Ethiopië, Eritrea, Somalië, Oeganda, Tsjaad, Nigeria, Burkina Faso, Kenia, mogelijk in de Centraal-Afrikaanse Republiek |
| Katslang (Telescopus fallax)           | Forskål, 1775        | Italië, Griekenland, Albanië, Kroatië, Herzegovina, Montenegro, Macedonië, Bulgarije, Turkije, Malta, Cyprus, Iran, Irak, Syrië, Israël, Rusland, Armenië, Georgië, Azerbeidzjan                                                                       |
| Telescopus finkeldeyi                  | Haacke, 2013         | Namibië, Angola |
| Telescopus gezirae                     | Broadley, 1994       | Soedan |
| Telescopus hoogstraali                 | Schmidt & Marx, 1956 | Israël, Jordanië |
| Telescopus nigriceps                   | Ahl, 1924            | Jordanië, Irak, Syrië, Turkije, Iran |
| Telescopus obtusus                     | Reuss, 1834          | Egypte, Ethiopië, Eritrea, Soedan, Somalië, Kenia, Tanzania, Centraal-Afrikaanse Republiek, Tsjaad, Oeganda |
| Telescopus pulcher                     | Scortecci, 1935      | Somalië, Ethiopië |
| Telescopus rhinopoma                   | Blanford, 1874       | Pakistan, Iran, Afghanistan, Turkmenistan |
| Tijgerslang (Telescopus semiannulatus) | Smith, 1849          | Angola, Namibië, Botswana, Zimbabwe, Zuid-Afrika, Zambia, Congo-Kinshasa, Malawi, Tanzania, Rwanda, Burundi, Kenia, Swaziland, Mozambique, mogelijk in Congo-Brazzaville                                                                               |
| Telescopus tessellatus                 | Wall, 1908           | Iran, Irak |
| Telescopus tripolitanus                | Wall, 1908           | Marokko, Westelijke Sahara, Mauritanië, Senegal, Mali, Burkina Faso, Niger, Nigeria, Centraal-Afrikaanse Republiek, Libië |
| Telescopus variegatus                  | Reinhardt, 1843      | Sierra Leone, Guinee, Mali, Burkina Faso, Ivoorkust, Ghana, Gambia, Senegal, Guinee-Bissau, Togo, Benin, Nigeria, Kameroen, Tsjaad, Centraal-Afrikaanse Republiek, mogelijk in Niger                                                                   |